# Supereroe
Un supereroe (al femminile supereroina) è un personaggio  di fumetti, narrativa, cartoni animati, serie TV o film/film d'animazione che si caratterizza per le sue doti di coraggio e nobiltà e che generalmente ha abilità straordinarie, dette superpoteri, rispetto a quelle degli esseri umani normali oltre a possedere un nome e un costume pittoresco. I supereroi trascorrono parte del loro tempo combattendo contro mostri, alieni, disastri naturali, criminali e supercriminali. Le storie che hanno per protagonisti i supereroi sono diventate un vero e proprio sottogenere all'interno del mondo del fumetto, a partire dalle riviste a fumetti statunitensi, per estendere la loro popolarità al mondo del cinema, della televisione, della narrativa e dei videogiochi.

## Caratterizzazione
Un supereroe è «un personaggio eroico con una missione disinteressata e a favore della società; chi possiede superpoteri, tecnologia molto avanzata, abilità mistiche o doti fisiche e/o mentali molto sviluppate; chi ha una super-identità e un costume che funge da icona, e che tipicamente esprime la sua storia o personalità, poteri e origine (trasformazione da persona ordinaria a supereroe); ed è generalmente distinto, cioè può essere distinto dagli altri personaggi del relativo genere (come fantastico, fantascienza, poliziesco) da una preponderanza di convenzioni generiche. Tipicamente i supereroi hanno duplici identità, di cui quella non comune viene tenuta ben celata».
Un supereroe ha generalmente alcune delle seguenti caratteristiche:
- Superpoteri e abilità straordinari, maestria relativa a un'abilità e/o equipaggiamento avanzato. Anche se i poteri dei supereroi variano in maniera spiccata, la capacità di proiettare scoppi di energia, quella di volare, forza e agilità sovraumane e versioni sviluppate di uno qualsiasi dei cinque sensi sono tutte prerogative abbastanza comuni. Diversi supereroi, come Calabrone Verde o Batman, non possiedono alcun superpotere, ma sono diventati maestri di arti marziali oppure hanno competenze eccezionali in campi come la medicina legale.
- La volontà di rischiare la propria incolumità al servizio del bene senza aspirare a una ricompensa.
- La motivazione specifica come la vendetta (Batman), un grande senso di responsabilità (Uomo Ragno), o un'investitura formale (Lanterna Verde).
- L'identità segreta (sebbene talvolta sia assente, come nel caso dei Fantastici Quattro).
- Un costume vistoso e distintivo spesso usato per celare l'identità segreta: le sue caratteristiche tipiche sono i colori sgargianti e un simbolo identificativo, come una lettera stilizzata o un disegno sul torace. I costumi riflettono spesso il nome e il tema del personaggio: per esempio il costume di Devil lo fa assomigliare a un grande diavolo rosso, e il design del costume di Capitan America richiama quello della bandiera statunitense.
- Un nemico principale (il supercattivo o supercriminale) a cui affiancare, eventualmente, una vera e propria famiglia di avversari che combatte regolarmente, tipicamente detta galleria dei nemici.
- Una debolezza insolita che limita il personaggio o lo mette in una situazione di pericolo quando il nemico intende sfruttare questa debolezza: per esempio la vulnerabilità di Superman alla kryptonite, l'incapacità delle varie Lanterne Verdi di fronte a particolari materiali (il legno per Alan Scott) o colori (il giallo per Hal Jordan), la paura del fuoco per J'onn J'onzz o quella della vendetta trasversale per Peter Parker.
- È ricco e non ha bisogno di lavorare (come Bruce Wayne, alias Batman) oppure ha un'occupazione che richiede una minima supervisione così da non dovere rendere conto dei propri movimenti (per esempio Clark Kent e Peter Parker gli alter ego di Superman e l'Uomo Ragno che fanno i giornalisti).
- Un'elaborata storia delle proprie origini che spiega le circostanze in cui il personaggio ha acquisito le proprie abilità e le motivazioni che lo spingono a usarle per combattere il male.

La maggior parte dei supereroi agisce da sola, anche se esistono molti team di supereroi. Alcuni, come i Fantastici Quattro, gli X-Men e Gen¹³, sono legati dall'avere avuto nella stessa maniera i superpoteri, e operano quindi come gruppo. Altri, come la Justice League e i Vendicatori, sono gruppi di eroi con origini differenti e che si sono uniti in occasione di minacce troppo grandi per essere affrontate dal singolo eroe (per esempio i Vendicatori per fermare Loki, la JLA per Starro). Molti supereroi, specialmente dopo l'introduzione di Robin, il ragazzo meraviglia (boy wonder), il giovane assistente di Batman, hanno poi adottato una spalla adolescente (sidekick): Bucky per Capitan America, Speedy per Freccia Verde, Kid Flash per Flash e così via.
I supereroi appaiono prevalentemente negli albi a fumetti, anche se sono presenti sotto forma di striscia a fumetti, radiodrammi (l'Uomo Ombra, per esempio, nasce per la radio), serie televisive, film e altri mezzi di comunicazione. La maggior parte dei supereroi proposti con questi media sono adattati dai fumetti, con qualche eccezione.
Marvel Comics Group e DC Comics, Inc. condividono la proprietà negli Stati Uniti del trademark per la locuzione "Super Heroes" e la maggior parte dei supereroi più famosi a livello mondiale sono di proprietà di queste due società statunitensi. Per esempio DC possiede Superman, Batman e Wonder Woman e la Marvel possiede l'Uomo Ragno, Capitan America, Iron Man, Thor e l'incredibile Hulk.

Logo degli Avengers, gruppo supereroistico formato originalmente da Wasp, Ant-Man, Iron Man, Hulk e Thor.

Comunque, nella storia dei fumetti, esistono altri supereroi significativi di proprietà di altre case come Capitan Marvel della Fawcett Comics (in seguito acquistato dalla DC) e Spawn di proprietà del suo creatore Todd McFarlane.
I supereroi sono spesso considerati una creazione americana, sebbene esistano supereroi di successo anche in altri paesi. Questi eroi condividono molte delle convenzioni tipiche del modello statunitense. Gli esempi più importanti sono Cybersix dall'Argentina, Marvelman dalla Gran Bretagna e serie giapponesi di anime e manga come Gatchaman e Sailor Moon.
Benché il genere supereroi sia considerato spesso un sottogenere di fantasy/fantascienza, si è dimostrato molto flessibile nel tipo di vicende che è possibile narrare, perché la natura fantastica del supereroe permette di fare accadere ogni cosa senza che appaia innaturale (nonostante l'ambientazione delle storie di supereroi rifletta la società contemporanea). Per esempio, nelle prime serie degli anni ottanta di The New Teen Titans, il gruppo in un racconto combatteva contro un superfurfante che controllava una setta per poi recarsi nel racconto successivo in un'altra galassia per partecipare a una battaglia spaziale e infine ritornare sulla Terra dove rimane coinvolto in una storia di crimini urbani con protagonisti dei giovani fuggiaschi. Questa serie comprendeva anche un esempio di contaminazione tra generi, "Who is Donna Troy?", un racconto di detective in cui Robin investigava sull'identità perduta della sua collega Wonder Girl. Il contenuto di queste vicende differisce abbastanza tra una e l'altra, anche se vi sono quasi sempre gli stessi personaggi principali senza badare a possibili conflitti. I fumetti sui supereroi combinano le caratteristiche dei generi horror, commedia, giallo, fantascienza, fantasy e altri.
Nell'ultimo decennio i film di supereroi, caratterizzati da scene d'azione ed effetti speciali spettacolari hanno rappresentato sicuramente il sottogenere cinematografico di maggiore successo in termini di pubblico. In particolare i film di supereroi della Marvel hanno dato vita a un vero e proprio media franchise, il Marvel Cinematic Universe, considerato uno dei più grandi successi commerciali di sempre.

## Storia

### Predecessori
L'origine dei supereroi può essere rintracciata in numerose forme precedenti di narrativa. Molti dei loro tratti sono comuni ai protagonisti della tarda letteratura vittoriana, come il detective Sherlock Holmes di Arthur Conan Doyle e l'avventuriero Allan Quatermain di H. Rider Haggard. Nelle storie popolari (dime novel) alcuni personaggi come Buffalo Bill, Zorro, Tarzan  e John Carter hanno influenzato la nascita dei supereroi. L'influenza maggiore, però, come più volte riconosciuto da autori come Alan Moore o Warren Ellis, è dovuta ai racconti avventurosi pubblicati sui pulp magazine, dove muovevano i primi passi personaggi come Conan il barbaro, l'impavido guerriero creato da Robert E. Howard, che sarebbe divenuto, successivamente, personaggio dei fumetti grazie a Roy Thomas e Barry Windsor-Smith, o avventurieri e combattenti del crimine come Doc Savage (omaggiato sui primi numeri di Planetary), Spider, l'Uomo Ombra. Sorgono personaggi con superforza, come Hugo Danner del romanzo Gladiator di Philip Wylie (1930), e Aarn Munro, del libro The Mightiest Machine (1934) di John W. Campbell. Giappone, apparvero alcuni dei primi eroi con superpoteri, come Ōgon Bat (Fantaman) nel 1931, e il Principe di Gamma, entrambi nati nel mezzo del kamishibai.
Mandrake il mago e soprattutto l'Uomo mascherato (The Phantom in originale, in italiano anche L'ombra che cammina), uno dei primi vigilanti in costume (entrambi i personaggi, ideati dallo sceneggiatore Lee Falk, apparirono nelle daily strip dei primi anni trenta), Mandrake inizialmente possedeva poteri soprannaturali, che in seguito furono adattati a capacità di illusionismo e ipnosi.  Uomo mascherato fu il primo a indossare un costume attillato e una maschera senza pupille, con occhi completamente bianchi.
Ad agosto del 1936, nelle pagine della rivista pulp Thrilling Wonder Stories, Max Plaisted pubblicò la storia a fumetti Zarnak. Nel 1937 apparve Olga Mesmer, 'La ragazza dagli occhi a raggi X', una striscia di una pagina pubblicata nella rivista pulp Spicy Mystery Stories. Inoltre, ad agosto dello stesso anno, in una lettera dei lettori della rivista pulp Thrilling Wonder Stories, venne utilizzato per la prima volta il termine 'supereroe' per descrivere il personaggio Zarnak.

### Golden Age
Nel giugno del 1938 Jerry Siegel e Joe Shuster introdussero Superman nel n. 1 di Action Comics: inizia da questo storico evento la cosiddetta Golden Age (età dell'oro) del fumetto supereroico. Superman è tuttora considerato il primo supereroe, che introduce molte delle convenzioni che avrebbero definito il termine, compresa un'identità segreta, poteri sovraumani e un costume colorato con un simbolo e un mantello. Il suo nome, inoltre, è la sorgente stessa del termine "supereroe" ("superhero" in inglese).
La DC Comics (che aveva pubblicato sotto i nomi National e American Comics a suo tempo) ricevette un enorme successo per Superman e, nei mesi seguenti, introdusse Aquaman, Hawkman, Flash, Lanterna Verde, Batman e il suo assistente Robin, e Wonder Woman, la prima supereroina della DC e la sola significativa per un certo periodo. Mentre la DC dominava il mercato dei supereroi, la Fawcett Comics fu l'unica in grado di sfidarne la popolarità con il personaggio di Capitan Marvel; negli stessi anni la Marvel Comics, allora Timely, muoveva i primi passi con la prima Torcia Umana e con Namor, eroi e protagonisti della seconda guerra mondiale insieme a Capitan America. Nel frattempo, negli anni quaranta, dopo una lunga esperienza sulle strisce giornaliere Will Eisner propose, con grande successo, il personaggio di Spirit: detective con la maschera sul volto e con caratteristiche che lo accomunano ai supereroi, venne pubblicato sul supplemento domenicale a colori (sunday page) abbinato ai quotidiani statunitensi. Intanto Quality Comics introdusse un personaggio che può essere definito come la prima parodia del genere, il surreale e umoristico Plastic Man.
Allo stesso tempo i supereroi si conformavano largamente al modello di personaggio dominante nella produzione cartacea dell'America popolare nella prima metà del XX secolo. Quindi il tipico supereroe era bianco, di ceto medio-alto, eterosessuale, professionista, di giovane o media età.
Durante la seconda guerra mondiale i supereroi divennero ancora più popolari, sopravvivendo al razionamento della carta e alla perdita di parecchi disegnatori di talento caduti al servizio delle forze armate. La ricerca di racconti semplici di vittorie del bene sul male che possano fare consolare o parzialmente dimenticare gli orrori del momento e della guerra può spiegare la popolarità dei supereroi in tempo di guerra. A questa ricerca da parte dei lettori i creatori di fumetti risposero con storie in cui i supereroi combattevano le forze dell'Asse e ne introdussero alcuni ispirati ai temi patriottici, tra i quali il Capitan America della Marvel, che insieme ai già citati Torcia Umana e Namor, e con la collaborazione del suo giovane assistente Bucky, in più di un'occasione salvò il mondo dalla minaccia nazista.
Dopo la guerra i supereroi persero popolarità. Un fattore fu la crociata morale che considerava i fumetti dannosi per la gioventù e ispiratori di delinquenza. Il movimento era capeggiato dal dottor Fredric Wertham che nel libro "Seduzione dell'Innocente" (Seduction of the Innocent) argomentava soprattutto che "devianti" sfondi sessuali imperversavano nei fumetti di supereroi, come in altri generi quali l'horror e il thriller. In risposta parecchie case editrici adottarono il Comics Code che venne usato solo per le storie di supereroi più tranquille. Sul finire degli anni cinquanta il genere dei supereroi sopravviveva con minor popolarità grazie a versioni mitigate dei più popolari personaggi (Wonder Woman, Batman e Superman), ancora pubblicati regolarmente.

### Silver Agee la comparsa di molteplicità di genere e di etnia
Nel 1956 la DC Comics introdusse una nuova versione di Flash, che ottenne un immediato successo. Questo indusse la compagnia a rinverdire Hawkman, Lanterna Verde, e molti altri - normalmente con un taglio più moderno e attento alla psicologia dei personaggi - e a lanciare il team di supereroi della Justice League of America, che avrebbe rinverdito i fasti del primo supergruppo della storia del fumetto, la Justice Society of America. Principale fautore di questo rinnovamento fu il redattore Julius Schwartz, a cui si deve l'idea di rilanciare i personaggi a fumetti degli anni quaranta e cinquanta. Come collaboratori principali si annoverano Gardner Fox, Joe Orlando, John Broome, Curt Swan, Joe Kubert e Carmine Infantino, uno dei simboli di questa nuova età: la Silver Age (età d'argento).
Con il ritorno al supereroe della DC Stan Lee vice-redattore/autore della Atlas Comics di Goodman, e gli artisti/coautori Jack Kirby e Steve Ditko e altri illustratori lanciarono una linea di supereroi (che prese il nome Marvel Comics), iniziando con i Fantastici Quattro nel 1961, che sottolineavano i conflitti personali e lo sviluppo del carattere allo stesso modo dell'azione e dell'avventura. Questo nuovo modo di intendere i supereroi ebbe come conseguenza che molti di loro differivano parecchio dagli standard creati nel 1940. Alcuni esempi:
- La Cosa, membro dei Fantastici Quattro, era una fortissima, ma mostruosa creatura con la pelle simile alla roccia e la sua apparenza spesso lo portava ad autocommiserarsi.
- L'Uomo Ragno era un giovane costretto spesso ad arrangiarsi per sopravvivere e a districarsi per mantenere la sua vita sociale.
- Hulk conviveva con il suo alter ego Bruce Banner così come il Dr. Jekyll e Mr. Hyde ed era soggetto a scatti di ira e di collera con estreme conseguenze.
- Gli X-Men erano mutanti che possedevano poteri dovuti all'evoluzione genetica che li rendevano odiati e temuti dalla società.

Alla fine degli anni sessanta e agli inizi dei settanta supereroi di altri gruppi razziali incominciarono ad apparire nella Marvel Comics, tra cui Pantera Nera, monarca di un'immaginaria nazione africana, il Wakanda, Luke Cage, un afro-americano eroe in affitto e Shang-Chi, un eroe asiatico esperto in arti marziali. Le case editrici di fumetti erano ai primi stadi di espansione culturale e parecchi di questi personaggi seguivano uno specifico stereotipo. Per esempio Cage impiegava spesso un gergo simile ai film della blaxploitation e gli asiatici erano spesso rappresentati come maestri di arti marziali. I creatori riconobbero questo problema e svilupparono caratteri più sofisticati come l'afro-americano Cyborg e il gruppo di adolescenti dei Teen Titans.
Ebbero maggior risalto anche personaggi femminili. Un esempio è Susan Storm, la Donna invisibile dei Fantastici Quattro, o Jean Grey, alias Fenice (detta anche Marvel Girl) degli X-Men: questi personaggi erano, però, fisicamente deboli ed erano spinti soprattutto da interessi romantici verso altri membri del gruppo (Reed per Susan, Ciclope per Jean). Tuttavia negli anni settanta questo genere di personaggi divenne più aggressivo con l'introduzione di nuove eroine come la Donna Ragno (Jessica Drew) e Tempesta dei nuovi X-Men o la nuova Black Canary, figlia della Black Canary della golden age, mentre vecchi personaggi come Fenice e Power Girl (a lungo sidecick di Wonder Woman) diventavano stereotipi di femminismo radicale, per adeguarli maggiormente ai cambiamenti in atto nella società.
Anche la Disney non si fece trovare impreparata: nel 1966 aveva fatto la sua comparsa Superpippo, la versione con superpoteri di Pippo, e nel 1969 venne creato Paperinik, che non è altri che Paolino Paperino.

### La "decostruzione" del supereroe degli anni ottanta
Agli inizi degli anni ottanta il concetto di supereroe venne messo fortemente in discussione e minato alle radici.
Moore con la serie Miracleman inventa il supereroe decostruzionista, demolendo l'idea che da grandi poteri derivino grandi responsabilità.
Subito dopo la mini serie Squadrone Supremo, scritta da Mark Gruenwald, mostra come un gruppo di eroi (una versione alternativa e distorta della JLA della Dc comics) decida di usare i propri poteri per creare un nuovo ordine mondiale (idea che sarà ripresa e portata alle sue estreme conseguenze dalla serie Authority scritta da Warren Ellis). In quegli anni poi la Marvel Comics introdusse alcuni popolari anti-eroi tra cui il Punitore, un ex-soldato (reduce del Vietnam) la cui famiglia venne spietatamente uccisa dalla mafia, Wolverine, un nuovo, violento e cinico mutante, e la versione crepuscolare di Devil realizzata da Frank Miller, che aveva già rivitalizzato il mito di Batman. Questi personaggi erano fortemente tormentati da qualcosa: la già citata strage alla base della follia di Frank Castle (Il Punitore), la lotta contro i propri istinti animali per Wolverine, la difficile infanzia e la continua esposizione alla vita dei bassifondi per Devil.
Anche le serie mutanti dedicati agli X-Men e ai suoi spin-off (New Mutants, X-Factor, Excalibur ecc.) si fanno cupe e inaugurano quel filone denominato "morte e distruzione". Inoltre altri personaggi privi della classica morale dell'eroe, tra i quali Foolkiller (l'insanicida), The One, Nexus vengono creati in quegli anni.
La tendenza fu portata all'estremo nel 1986 nella maxiserie, in dodici capitoli, Watchmen, realizzata dai britannici Alan Moore e Dave Gibbons, rispettivamente sceneggiatore e disegnatore. Sebbene pubblicata dalla DC Comics, la storia si svolge al di fuori dell'universo DC canonico, presentando nuovi personaggi, che però altro non sono che una libera interpretazione di vecchi personaggi della defunta Charlton Comics. I supereroi di Watchmen sono emozionalmente insoddisfatti, psicologicamente introversi e spesso sociopatici e affrontano, per la prima volta in maniera diretta, le conseguenze della loro esistenza sulla gente comune.
Forse ancora più di Watchmen l'altra opera che contribuì alla reinterpretazione in chiave più realistica del supereroe fu Il ritorno del Cavaliere Oscuro (1985-1986), scritta e illustrata da Frank Miller, che dopo avere messo mano al Batman ufficiale con Batman: Anno uno gioca con abilità con uno dei personaggi di punta della DC Comics ambientando la storia nel futuro, dove si ritrova un Bruce Wayne invecchiato e deluso, che ritorna sulle scene dopo un ritiro durato dieci anni. La serie proponeva l'eroe come un alienato che si lascia dominare dalla sua rabbia interiore, memore dell'assassino dei suoi genitori, nel violento tentativo di modellare la società al suo volere.
Anche Grant Morrison con il suo ciclo di Animal Man trasforma un oscuro personaggio della DC Comics in un eroe complesso e tormentato che scopre anche che la sua vita è soltanto una finzione e tutto quello che ha vissuto (tra cui lo sterminio della sua famiglia) è opera di un demiurgo crudele (Morrison stesso che compare nell'ultimo episodio, intitolato Deus Ex Machina).
Alcuni critici pensavano che questa tendenza fosse dettata dal cinismo degli anni ottanta, quando l'idea di una persona che volutamente usasse gli straordinari poteri per la vittoria del bene non pareva credibile, a differenza di una persona con forte impulso psicologico a distruggere i criminali.
A ogni modo entrambe le serie furono molto ammirate per il contenuto artistico e per lo sfondo psicologico ed ebbero numerose imitazioni. Agli inizi degli anni novanta l'anti-eroe divenne una regola più che un'eccezione: parecchi critici, tra cui lo stesso Moore, si lamentano della povertà di queste serie degli essenziali elementi artistici di redenzione e di tragedia che si trovavano nei loro ispiratori. Senza questi elementi le imitazioni spesso diventavano biografie di psicotici con un piccolo valore di redenzione.
Nel corso del decennio successivo ci fu una reazione da parte di alcuni autori che cercarono di ricostruire il genere dei supereroi rinnovandolo, ma senza perdere lo spirito delle origini. Su tutti spiccano la serie di Astro City, ideata da Kurt Busiek, i due prodotti pittorici di quegli anni, Marvels, sempre di Busiek, e Kingdome Come di Mark Waid (entrambi i progetti si sono avvalsi della collaborazione grafica di Alex Ross), i vari tentativi fatti da Moore prima nella Image Comics, in collaborazione con Rob Liefeld, poi con la sua nuova linea di fumetti nota come America's Best Comics.

### Gli anni novanta
All'inizio degli anni novanta Marvel e DC introdussero, in maniera continua, nuovi personaggi con serie regolari loro dedicate dalla vita editoriale più o meno lunga, anche se la maggior parte della loro produzione consisteva di tradizionali titoli di successo, ristampe di vecchi titoli e diversi spin-off, ovvero serie regolari che narrano le gesta di personaggi apparsi in altre serie più importanti (per esempio la serie dedicata al terzo Robin, Tim Drake). Tra i nuovi personaggi si conta l'esordio della serie di Venom, ideato da David Michelinie e Todd McFarlane come nemico dell'Uomo Ragno, e Cable, il leader della X-Force, un ramo degli X-Men (ciò che rende la sua serie in solitaria uno spin-off di uno spin-off).
Il panorama indipendente (ovvero il fumetto pubblicato da editori non-Marvel e non-DC e i cui diritti restano, generalmente, agli autori), e con esso il genere supereroico, ha invece un nuovo impulso a partire dal 1992, anno della fondazione della Image Comics, un consorzio editoriale realizzato da McFarlane, Erik Larsen, Jim Lee, Rob Liefeld, Whilce Portacio, Marc Silvestri e Jim Valentino, ex disegnatori della Marvel. Ben presto la nuova realtà editoriale divenne il maggiore sfidante che Marvel e DC avessero mai avuto nei loro 30 anni di egemonia e introdusse molti nuovi popolari eroi tra cui Spawn, Witchblade, Savage Dragon e gruppi come Gen 13, WildC.A.T.s e Youngblood. Questi personaggi erano proprietà dei loro creatori, senza un controllo editoriale da parte della società, il che poteva cambiare sostanzialmente il modello del tradizionale supereroe. Per esempio Spawn era un uomo fatto risorgere da Malebolgia apparentemente per riempire l'Inferno uccidendo i criminali, mentre Witchblade narrava le avventure di Sara Pezzini, una detective in un costume succinto e dotata di un'arma magica. Tuttavia parecchi critici si lamentavano che il dominio degli illustratori alla Image procurava spesso una sceneggiatura superficiale e uno scarso (spesso nullo) sviluppo dei personaggi.
Per combattere la concorrenza Marvel e DC fecero drastici cambiamenti per gli amati personaggi: da un lato La morte di Superman presentava un eroe ucciso e risorto, mentre un nuovo personaggio, il folle Jean-Paul Valley, prendeva il ruolo di Batman, con la schiena rotta a causa di uno scontro con Bane, dall'altro veniva ripreso il clone dell'Uomo Ragno, che aveva esordito negli anni settanta, per mettere in dubbio la vera identità dell'eroe.
Altri personaggi storici venivano rivisti e rovesciati drasticamente.
Hal Jordan (Lanterna Verde), per esempio, eroe puro per eccellenza, impazzisce per la distruzione della sua città natale e diventa il potente Parallax dopo avere sterminato il corpo delle Lanterne Verdi, ed è deciso a ricreare l'intera realtà del Dc Universe grazie ai suoi nuovi poteri divini.
Mentre queste storie procuravano pubblicità (spesso sui media più importanti), i lettori affezionati cominciarono a lamentarsi e, all'inizio del 2000, la maggior parte dei supereroi classici ritornarono al loro ruolo.
Negli anni novanta le differenze etniche e di generi nei supereroi erano maggiori rispetto al passato. Parecchi personaggi negli X-Men erano donne (per esempio Tempesta e Rogue), o appartenevano a minoranze, come Gambit del gruppo etnico Cajun e l'afro-americano Alfiere. C'erano anche alcuni supereroi gay come Northstar della Alpha Flight, Rainmaker della Gen 13, la coppia gay Apollo e Midnighter del gruppo Authority.
Alla fine degli anni novanta in Italia si affermò anche un supereroe "made in Italy", Rat-Man, creato da Leo Ortolani nel 1989, protagonista dell'omonima serie a fumetti pubblicata dalla Marvel Italia (e poi dalla Cult Comics) a partire dal 1997. Nato come parodia dei supereroi americani (lo spunto per la creazione del personaggio di Rat-Man viene da Batman), nel tempo si è sviluppato in modo totalmente autonomo. Pur senza qualità di rilievo, Rat-Man ha una bontà di fondo che lo porta istintivamente ad aiutare il prossimo, finendo però spesso per combinare solo guai. In certe situazioni tuttavia è capace anche di compiere gesti e imprese eroiche.

### Anni duemila
Il genere revisionista/decostruzionista ha continuato a produrre opere di rottura con i canoni del fumetto classico anche nel nuovo millennio.
Warren Ellis scrive con Stormwatch prima e con Authority poi la serie che ridefinisce il concetto di superteam del nuovo millennio (anche se molte idee sono riprese da Miracleman e dalla miniserie dello Squadrone Supremo).
Mark Millar porta alle estreme conseguenze il concetto dell'amico Ellis e trasforma Authority in un gruppo che lotta contro i totalitarismi e le dittature rovesciandone i regimi, partendo dal presupposto che chi ha il potere deve usarlo per cambiare una volta per sempre il mondo. Successivamente seguono questa tendenza anche le serie New X-men di Grant Morrison, X-Static di Peter Milligan e soprattutto Ultimates di Mark Millar, che rivolta alle fondamenta i personaggi classici del Marvel Universe in una versione completamente diversa dai canoni a cui erano abituati i lettori (Capitan America, per esempio, è un patriota reazionario, Ultimate Giant-Man uno scienziato perverso, Ultimate Hulk un mostro antropofago e Thor un mutante schizofrenico no-global che crede di essere una divinità reincarnata). Anche la mini serie Wanted, scritta sempre da Millar, descrive un mondo dove i supereroi non ci sono più e chi possiede superpoteri li usa esclusivamente per i propri scopi e per appagare i propri desideri di potere.
Nel nuovo millennio compaiono anche nuovi supereroi e supergruppi di successo in altre parti del mondo a cominciare da "The 99" i supereroi musulmani, creati dal Dr. Naif Al-Mutawa e pubblicati per la prima volta nel maggio 2006. Il nome sta a significare i 99 attributi di Allah: ognuno dei 99 personaggi della serie incarna un attributo. Il fumetto, che si ispira ai classici Marvel e DC, ottiene un enorme successo ed è a tutt'oggi una delle serie più amate e lette nei Paesi musulmani.
Nel 2014  Kōhei Horikoshi pubblica il primo numero del fumetto My Hero Academia, storia basata sui canoni del supereroe statunitense ma influenzata dallo stile del fumetto orientale.

## Tipologie
Nei giochi di ruolo dedicati ai supereroi essi vengono generalmente organizzati in una varietà di categorie, basate sul tipo delle loro abilità o "poteri", in alcuni casi, come per esempio Marvel Super Heroes o Heroes Unlimited, queste sono classi che definiscono i poteri, in altri come in Champions o Mutants & Masterminds sono solo archetipi di esempio, ma si lascia piena libertà al giocatore di creare il proprio personaggio, con la combinazione di poteri desiderata.
- Brick (letteralmente mattone): un personaggio con forza e resistenza sovraumane, per esempio Hulk, La Cosa o Colosso.
- Energy Blaster (colui che emette raffiche di energia): un supereroe il cui potere principale risiede nella possibilità di colpire a distanza, per esempio Ciclope, Starfire.
  - Archer (arciere): una variante del precedente. Il supereroe utilizza armi generalmente assimilabili ad arco e frecce che tipicamente possono avere vari utilizzi, come esplosivi, colle, reti, dardi perforanti, ecc. Ne sono esempi Freccia Verde e Occhio di Falco.
  - Mage (contrazione di magician, cioè mago): un'ulteriore variante in cui il personaggio è addestrato all'uso di poteri magici che si estendono a vari tipi di attacco, per esempio Dottor Strange o Dottor Fate.
- Martial Artist (esperto di arti marziali): un supereroe le cui doti fisiche non sono sovraumane, ma fenomenale nelle tecniche di combattimento, per esempio Batman, Robin, Devil, Capitan America, Vedova Nera, Shang-Chi, Pugno d'Acciaio.
- Gadgeteer (utilizzatore di gadget): la dote principale di questi supereroi è la possibilità di utilizzare equipaggiamenti particolari che spesso imitano dei superpoteri, combinata con la indispensabile competenza tecnologica che permette loro di mantenerne l'efficienza nonché utilizzarli vantaggiosamente, per esempio Forge oppure Gufo Notturno. Batman con la sua cintura superaccessoriata e la sua attrezzatura supertecnologica rientra anche in questa categoria.
  - Armored Hero (eroe in armatura): una variante del precedente i cui poteri derivano dall'uso di un'armatura o tuta potenziata, per esempio Iron Man e Steel.
- Speedster (velocista): un supereroe in possesso di velocità e riflessi sovraumani, per esempio Flash o Quicksilver.
- Mentalist: un supereroe le cui maggiori capacità sono di tipo psichico, come telecinesi, telepatia o percezione extra-sensoriale, per esempio Professor X e Jean Grey del gruppo degli X-Men.
- Shapechanger (mutaforma): un supereroe che può manipolare il proprio corpo allungandolo a piacimento (esempi Mister Fantastic, Plastic Man) oppure in grado di mimetizzarsi (come Changeling).
  - Substance oriented Bodychanger (colui che muta il corpo in una sostanza specifica): un tipo di mutaforma che può trasformare il proprio corpo in una massa di materiale avente densità variabile, come sabbia, acqua o creta, per esempio l'Uomo Sabbia, Hydro-Man o Clayface.
  - Sizechanger (colui che muta di dimensione): altro tipo di mutaforma i cui poteri gli permettono di alterare le proprie dimensioni, per esempio Atom o Ant-Man (solo diminuzione), Colossal Boy (solo aumento), Hank Pym (entrambi).
- Flyer: supereroe che può per varie cause, avere il potere del volo, (per esempio Angelo, Tempesta, Superman...)

Queste categorie spesso si sovrappongono. Per esempio Batman è sia un "martial artist" sia un "gadgeteer" e alcune volte utilizza armature speciali per potenziarsi contro particolari minacce, rendendolo di fatto anche un "armored hero", oppure Superman è estremamente forte e resistente agli attacchi come un "brick", ha la possibilità di colpire a distanza (vista calorifica, supersoffio) come un "energy blaster" e può muoversi rapidamente come uno "speedster".

## Alcuni personaggi divergenti
Mentre il tipico supereroe è descritto sopra, molti rompono gli schemi. Per esempio:
- Wolverine degli X-Men è stato ritratto come un individuo bramoso di uccidere e si comporta in modo asociale. Wolverine appartiene a un'intera sottoclasse di supereroi antieroi che sono più violenti dei classici supereroi, e spesso portano a opporsi i membri dei due gruppi. Altri esempi sono Rorschach, il Punitore, Cable, Freccia Verde e, in alcune versioni, Batman. I loro metodi, spesso, non sono distinguibili da quelli dei loro avversari. Ciò è vero soprattutto nei casi di Rorschach e del Punitore.
- L'Uomo Ragno è stato ritratto come un "eroe uomo-qualunque", spesso mostrando scarse capacità di giudizio e venendo schiacciato dalle responsabilità dategli dalla lotta al male come supereroe nonché dalla vita civile come umano. Dopo che Spider-Man divenne famoso, i supereroi generalmente diventarono più umani e pieni di preoccupazioni, rendendo così discutibile che questo possa rendere Spider-Man un esempio di personaggio diverso.
- Hulk è di solito definito come un supereroe, ma è dotato di scarso autocontrollo e le sue azioni hanno spesso, inavvertitamente o volontariamente, minacciato la popolazione. Come risultato, è stato perseguito dai militari e dagli altri supereroi.
- Luke Cage e il suo partner, Pugno d'Acciaio, creano un'agenzia chiamata Eroi in vendita, che si fa pagare una parcella per i propri servizi, anche se negoziabile in alcune circostanze.
- Spawn, The Demon e Ghost Rider sono in realtà demoni dall'inferno che si trovano trascinati dalle circostanze ad allearsi con le forze del bene. Lo stesso dicasi per Hellstorm (alias Daimon Hellstrom), il figlio di Satana. Hellboy, invece, è un demone che fu allevato dall'infanzia da alcuni agenti del governo statunitense dopo essere stato salvato dai nazisti nella seconda guerra mondiale ed è leale alle forze del bene per sua decisione.
- Alcuni supereroi sono stati creati e assunti dai governi delle nazioni per servire i loro interessi e difendere la nazione. Per esempio Capitan America, che fu creato e lavorò per l'esercito degli Stati Uniti durante la seconda guerra mondiale, e l'Alpha Flight, una squadra di supereroi di solito al servizio del governo federale del Canada. Anche Stormwatch è un gruppo paramilitare speciale creato dall'ONU per garantire la pace e l'ordine. Lo stesso gruppo Ultimates è stato creato da Nick Fury e il governo USA per usarlo contro "i nemici della democrazia".
- Molti supereroi non hanno mai avuto un'identità segreta, come Wonder Woman (nella sua versione attuale) e i membri dei Fantastici Quattro. Altri supereroi che hanno avuto un'identità segreta, come Steel/John Henry Irons, Iron Man/Tony Stark o Capitan America/Steve Rogers, l'hanno successivamente resa nota al pubblico.
- Emma Frost, un membro degli X-Men, è stata una supercattiva per diversi anni prima di entrare fra le schiere dei buoni, mentre i Thunderbolts erano un gruppo di supercattivi inizialmente assemblato con tutte le peggiori intenzioni e poi votato al bene. Altri personaggi che hanno oscillato tra la carriera di supereroi e tra quella di criminali sono Catwoman, Elektra, Uomo Sabbia, Molten, Venom, Silver Samurai, Fenomeno, Black Adam (alias Theo Adam, che nella sua nuova versione si unisce brevemente alla JLA uscendone perché i suoi metodi sono troppo violenti rispetto a quello dei suoi colleghi).

## L'editoria a fumetti negli Stati Uniti
Il genere supereroe ha dominato nei fumetti statunitensi per mezzo secolo. Prima del 1960 esistevano fumetti noti in vari generi, compresi racconti comici con animali antropomorfi (funny animals), western, storie romantiche, racconti dell'orrore, di guerra o polizieschi, pubblicati da dozzine di grandi e piccoli editori. Questa diversità scomparve rapidamente negli anni cinquanta, principalmente per due ragioni.
La prima fu una serie di campagne fortemente pubblicizzate contro i fumetti dannosi per i ragazzi, dovute alla nascita dell'altamente restrittiva Comics Code Authority; questa authority proibì la maggioranza dei generi più popolari, causando così la scomparsa di molti piccoli editori, ma lasciando intatte le grandi compagnie che pubblicavano i fumetti del genere supereroe.
In secondo luogo la crescente popolarità della televisione tolse gran parte del pubblico all'intrattenimento "leggero". Nel frattempo gli editori si sentirono liberi di abbandonare la Comics Code Authority e produrre qualcosa di diverso dall'intrattenimento leggero: cinema e televisione erano molto più redditizi. Nondimeno i fumetti erano ancora in grado di dipingere efficacemente le avventure d'azione più inconsuete, come i racconti di supereroi, senza la necessità di dispendiosi stanziamenti per gli effetti speciali e a volumi superiori di quelli dell'industria del cinema. L'animazione - che condivide molti dei vantaggi del fumetto nel raffigurare un genere così particolare - continuò a essere uno strumento apprezzato nella diffusione delle storie di supereroi, ma si dimostrò altrettanto efficace nel mantenere la popolarità presso i ragazzi di altri generi di intrattenimento, per ragioni analoghe.
In aggiunta le novità in termini di rappresentazione delle storie del genere, inizialmente introdotte dalla Marvel Comics, favorirono la nascita di numerosi personaggi che provocarono un'ulteriore espansione della versatilità tematica propria del genere.

## Altri media

### Cinema

#### Primi anni (1941-1968)
Quasi subito dopo che i supereroi acquistarono importanza nei fumetti, furono adattati nei movie serial del sabato indirizzati ai bambini, iniziando con The Adventures of Captain Marvel (1941; nota bene: il personaggio è quello della DC). Seguirono i serial che ospitarono The Phantom (conosciuto in Italia anche come Uomo mascherato), Batman, Superman e Capitan America. Questi film ebbero successo malgrado le poche risorse a disposizione.
Nella decade successiva il declino dei serial del sabato e il caos nell'industria dei fumetti posero temporaneamente fine alle versioni cinematografiche dei supereroi, con l'eccezione delle edizioni per il grande schermo di alcuni episodi accorpati insieme della serie The Adventures of Superman e con la derivazione della serie televisiva Batman, realizzata per il cinema (1966).

#### Anni 1978-1999
Nel 1978 gli effetti speciali avevano raggiunto un tale livello da rendere possibile il primo film di supereroi: Superman: The Movie, diretto da Richard Donner e interpretato da Christopher Reeve. Il film riscosse un successo strepitoso. Ricevette elogi della critica rivolti non solo alle generose risorse economiche profuse nella realizzazione, ma anche alla prestazione genuina di Reeve e alla colonna sonora di John Williams, colonna sonora che diede al film una grandezza epica non ancora sperimentata al cinema da questo genere. Il film ebbe tre seguiti:
- Superman II del 1980
- Superman III del 1983
- Superman IV del 1987

Pur riscuotendo grande successo e nonostante l'impegno degli attori i sequel furono di qualità artistica inferiore, al punto che Reeve liquidò l'ultimo come motivo di imbarazzo, accettato solo in cambio di appoggio a un'altra produzione cui stava lavorando. È da evidenziare che Superman IV non era prodotto dalla famiglia Salkind dei primi tre titoli, ma dalla società di produzione Golan & Globus.
Durante gli anni ottanta furono girati anche altri film ispirati ai supereroi dei fumetti, ma con risultati spesso deludenti. Nel 1989, vista la popolarità del personaggio della Marvel il Punitore, ne venne realizzato un adattamento cinematografico: Il vendicatore (The Punisher) con Dolph Lundgren nei panni del protagonista. Il film si discostava per molti dettagli dal fumetto d'origine della Marvel; il film ebbe scarso successo e venne presto ritirato dalle sale per essere distribuito in home video.
Il film Batman (1989), del regista Tim Burton, fu il primo riuscito tentativo di creare una pellicola di supereroi con le tenebrose atmosfere dei fumetti più recenti. Un'accuratissima scenografia e le acclamate interpretazioni di Michael Keaton nella parte di Batman e Jack Nicholson in quella del Joker portarono il film a un grande successo di pubblico e critica, oltre a essere considerato il miglior film di supereroi mai realizzato.
Dello stesso regista, con risultati analoghi, è Batman - Il ritorno (1992) con lo stesso Keaton a rivestire il ruolo del cavaliere mascherato, che questa volta ha come antagonisti l'ambigua Catwoman, resa sinuosa e affascinante da Michelle Pfeiffer e il Pinguino, i cui panni calzano a pennello a Danny DeVito.
La serie proseguì con altri due film opera del regista Joel Schumacher, Batman Forever (1995) e Batman & Robin (1997). In questi due film si perdono le peculiarità che avevano caratterizzato le due opere precedenti, lasciando il posto a una visione più lieve della psicologia dei protagonisti, e il casting non si rivela altrettanto felice. Val Kilmer prima e George Clooney poi non convincono la platea e i film cadono al botteghino e nelle recensioni.
L'insuccesso soprattutto di Batman & Robin, unito a quelli, sempre nel 1997, del film su Steel (un supereroe minore della DC) e del pur popolarissimo Spawn crearono una certa diffidenza nei confronti dei film di supereroi da parte degli studi cinematografici. In Italia il primo film è stato distribuito solo per il mercato home video, il secondo è stato visto brevemente anche nelle sale.
Ciò nonostante molti film di supereroi (detti anche supermovie) vennero prodotti tra la fine degli anni novanta e l'inizio del decennio successivo.
La Marvel riscosse un certo successo nel 1998 con Blade, interpretato dal convincente Wesley Snipes, a cui seguirono Blade II (2002) e Blade: Trinity (2004). Anche in Italia i film hanno goduto di un discreto successo.

#### Dagli anni 2000
Nel 2000 Unbreakable - Il predestinato, di M. Night Shyamalan, pur non essendo basato su fumetti, accentra intensamente l'attenzione sul medium fumetto e sull'idea di supereroe, dimostrando alla critica e agli appassionati di cinema che un film su questo argomento può utilizzare un linguaggio drammatico e realistico.
Il blockbuster X-Men (2000) inaugura la grande stagione, tuttora in corso, dei grandi successi del cinema supereroistico. Il film di Sam Raimi Spider-Man (2002) batte il record di incassi nei primi cinque giorni di programmazione. Stessa fortunata sorte tocca ai seguiti X-Men 2 (2003), X-Men - Conflitto finale (2006) e Spider-Man 2 (2004). Elenchiamo di seguito altri film caratterizzati da analoga cura realizzativa, che, pur senza sbancare i botteghini, hanno goduto di un certo successo e hanno, in parte, contribuito a diffondere un'immagine convincente dei supereroi al cinema:
- Daredevil (2002)
- Hulk (2003)
- La leggenda degli uomini straordinari (League of Extraordinary Gentlemen 2003)
- Hellboy (2004)
- The Punisher (2004)
- Elektra (2005), dalle avventure dell'omonimo personaggio femminile nato (sia nei fumetti che poi al cinema) come spin-off di Daredevil.

Gli Incredibili (sottotitolato Una "normale" famiglia di supereroi), film di animazione della Pixar, fornisce un'inedita versione comica, elaborando una sorta di divertito commentario sul genere supereroistico, i suoi temi fondamentali e la sua lunga storia.
È del 2005 Batman Begins diretto da Christopher Nolan, un ritorno alle origini per il Batman cinematografico. È la volta di Christian Bale a indossare cappuccio e mantello del cavaliere oscuro. Il film indaga sulla giovinezza di Bruce Wayne e sulla genesi del supereroe (un periodo in generale poco approfondito dai fumetti), facendo ritorno alle atmosfere cupe che hanno reso celebre il personaggio, ma non può e non vuole, nelle intenzioni degli autori, essere considerato il prosieguo della saga iniziata da Tim Burton. La pellicola ha riscosso un considerevole successo anche in Italia e una parte della critica l'ha indicato come uno degli esempi meglio riusciti del filone.
Sempre del 2005 è I Fantastici 4, una reinterpretazione modernizzata con parecchie libertà del primo e più celebre quartetto di supereroi, rivolto soprattutto alle generazioni più giovani. Uscito negli Stati Uniti in luglio e successivamente distribuito nel resto del mondo (in Italia il 16 settembre), il film ha riscosso un notevole successo al botteghino, pur senza entusiasmare la critica come altri predecessori.
Nel 2006 è uscito Superman Returns diretto da Bryan Singer, che si è dichiaratamente rifatto ai primi due film, realizzandone una sorta di seguito. Inoltre Singer ha ottenuto di girare un sequel di Superman Returns.
Nel 2007 prima Ghost Rider, Spider-Man 3 e poi I Fantastici 4 e Silver Surfer, sequel del film del 2005, hanno confermato la stagione di successi di questo particolare cinema di genere. Nel 2008 escono Iron Man, L'incredibile Hulk, con Edward Norton al posto di Eric Bana, e Il cavaliere oscuro sempre diretto da Christopher Nolan, con Christian Bale. Quest'ultima pellicola ha trovato il consenso della critica che l'ha paragonata una versione fumettistico/supereroistica di Il padrino; il ricavato ha superato i cinquecento milioni di dollari solo negli Stati Uniti e il miliardo in tutto il mondo.
Spinti dal successo della saga di Batman DC Comics e Warner Bros. (proprietaria della DC) danno il via libera al reboot della saga cinematografica di Superman e a Green Lantern, tratto dall'omonimo fumetto DC, oltre alla conclusione della trilogia di Nolan con Bale: Il cavaliere oscuro - Il ritorno (2012).
Diversa è la situazione della Marvel: mentre pellicole come X-Men le origini - Wolverine (2009) e X-Men - L'inizio (2011) continuano a sfruttare il franchise, e l'Uomo Ragno ottiene un reboot, i Marvel Studios (filiale della casa madre nata per esercitare un maggiore controllo/partecipazione sui film Marvel) producono Iron Man tentando di realizzare una continuity cinematografica; il progetto continua con L'incredibile Hulk (2008), Iron Man 2 (2010), Thor (2011), Captain America - Il primo Vendicatore (2011), e culmina nel film The Avengers (2012); i film di supereroi della Marvel danno così vita a un vero e proprio media franchise, il Marvel Cinematic Universe, considerato uno dei più grandi successi commerciali di sempre.
Vi sono inoltre numerose parodie di questi film, tra cui il demenziale Epic Movie e Superhero - Il più dotato fra i supereroi, entrambi del medesimo regista (come anche per le parodie di altri generi Disaster Movie, Sex Movie e la serie degli Scary Movie), originate dal perdurante successo del genere supereroistico sia al cinema che nel mercato dell'home video.

### Televisione

#### Animazione
I supereroi hanno sempre riscosso successo nelle serie animate rivolte ai bambini, a cominciare dai cartoni animati di Superman degli anni quaranta realizzati dagli innovatori Fleischer Studios, in cui si sentiva la famosa introduzione «È un uccello, è un aereo» («It’s a bird, it’s a plane»). Gli anni sessanta vedono nascere Superman-Batman Adventure Hour della Filmation e numerosi tentativi di serie basate su personaggi Marvel, fra i quali ebbe maggior successo Spider-Man della Grantray-Lawrence Animation’s (in Italia trasmessa negli anni settanta, all'interno della trasmissione serale SuperGulp, fumetti in TV) caratterizzato dal tema musicale «Does whatever a spider can…» ("Fa' tutto quel che può fare un ragno…").
Negli anni settanta e ottanta le serie animate di supereroi furono severamente limitate nelle azioni che potevano rappresentare, a causa delle strette restrizioni alle emittenti che i gruppi come Action for Children's Television (Movimento per la televisione dei bambini) riuscirono a imporre. Per esempio I Superamici, la serie più longeva di questo periodo, un adattamento della Justice League of America, fu progettata per essere il più possibile non violenta e innocua. The Plastic Man Comedy/Adventure Show and Spider-Man and His Amazing Friends furono analogamente ammorbidite.
A cominciare da Batman, che debuttò su Fox Network nel 1992, serie animate di supereroi acquisirono una nuova maturità e rispetto per i fumetti su cui si basavano. Ciò proseguì con Insuperabili X-Men e Spider-Man, che furono, come Batman, adeguati a un'audience più adulta, oltre a essere fruibili dai bambini.
All'inizio del XXI secolo il Cartoon Network ottiene successo con l'adattamento delle serie DC Justice League of America e Teen Titans e La Legione dei Supereroi.
Nel 2008 la Marvel ha prodotto una nuova serie di Spider-Man più vicine all'estetica vista nelle storie di Ultimate Spider-Man dal titolo The Spectacular Spider-Man. Nello stesso anno è uscito un DVD direct dal titolo Next Avengers - Gli eroi di domani con un gruppo di Vendicatori adolescenti.
Del 2010 è la serie animata The Avengers: Earth's Mightiest Heroes, con protagonisti i Vendicatori. Sempre del 2010 è la creazione del progetto Marvel Anime, una collaborazione che vede alcuni studi d'animazione giapponesi creare cartoni animati basati su personaggi Marvel reinterpretati per un pubblico orientale. 
Dal 2014 la Toei Animation produce due cartoni animati; Disk Wars: Avengers e Gli Avengers del futuro - Future Avengers basati su  soggetti Marvel ma con storie originali e non attinenti alle opere originali. 
Nel 2021 viene rilasciato Invincible
Nel 2024 uscirà un adattamento in film d'animazione di Watchem ad opera di Warner Bros. Animation

#### Serie televisive
Mentre le serie animate riscossero buon seguito le serie dal vivo spesso furono ostacolate da budget limitati (dato l'alto costo di effetti speciali e scenografie) e sceneggiature inappropriate. Ne sono un esempio le Adventures of Superman degli anni cinquanta con George Reeves, una propaggine del popolare movie serial. Questa serie aveva effetti speciali molto scarsi e poco convincenti. La serie televisiva di Batman degli anni sessanta, con Adam West (Batman) e Burt Ward (Robin) era invece una grossolana caricatura dei fumetti e dei supereroi. Ci furono sfortunate imitazioni come Captain Nice, Mr. Terrific, mentre Il calabrone verde, interpretato da Van Williams e da un giovane Bruce Lee come sua spalla, fu un tentativo di approccio più realistico, ma ebbe breve vita.
Nei tardi anni settanta il format ebbe qualche successo in una forma ibrida con L'uomo da sei milioni di dollari (trasmessa anche in Italia da emittenti private), impersonato da Lee Majors e con il suo spin-off La donna bionica con Lindsay Wagner. I protagonisti non erano supereroi tratti dai fumetti ma ne presentavano tutte le caratteristiche, in quanto impianti bionici innestati nel loro corpo a seguito di incidenti li dotavano di facoltà sovraumane (superforza, superudito, ecc.), come la stragrande maggioranza degli eroi di carta. Ciò portò a serie dove i protagonisti erano supereroi autentici: Wonder Woman con Lynda Carter, e la breve serie dell'Uomo Ragno interpretata da Nicholas Hammond. Entrambe le serie sono state importate in Italia, con la particolarità che gli episodi dell'Uomo Ragno vennero montati (in parte) come film e presentati al cinema in tre episodi:
- L'Uomo Ragno (1977)
- L'Uomo Ragno colpisce ancora (1978)
- L'Uomo Ragno sfida il drago (1979)

La serie dell'Uomo Ragno ha avuto anche un fugace passaggio televisivo sui canali RAI, mentre quella della Principessa Diana (cioè Wonder Woman) è stata trasmessa e replicata più volte dalle reti Mediaset tra la fine degli anni settanta e l'inizio degli ottanta. Sul risultato qualitativo di queste serie influirono i budget bassi e gli stereotipi non aderenti alla caratterizzazione dei personaggi presentata nei fumetti. Comunque, nello stesso periodo, la serie dell'Incredibile Hulk, che vedeva nella parte di Bruce Banner (qui chiamato con il suo secondo nome David) lo scomparso Bill Bixby e in quella di Hulk il culturista Lou Ferrigno (che appare anche in un cameo in Hulk di Ang Lee), porta un approccio più convincente e drammatico focalizzando l'attenzione su Banner, che si ritrova ad affrontare dei cattivi abbastanza stupidi da scatenare la sua rabbia, e la conseguente entrata in scena del suo possente alter ego. La serie ha avuto una certa popolarità anche in Italia, dove è stata trasmessa e replicata a più riprese da varie emittenti private e locali.
Gli anni ottanta videro il lancio di varie serie di supereroi dal vivo che non traevano la loro origine dalla tradizione fumettistica. Alcune, come Ralph supermaxieroe (The Greatest American Hero, trasmesso da Mediaset), ebbero un successo di non grande portata. Altre, come Misfits (Misfits of Science), sono state cancellate dopo pochi episodi.
Nel 1993 il canale radiotelevisivo statunitense ABC riscosse successo con Lois & Clark, che rimodellò il mito del personaggio di Superman in una "soap-opera supereroistica". Protagonisti della serie Dean Cain (Clark Kent/Superman) e Teri Hatcher, (Lois Lane). Ciò condusse a numerosi approcci che esulavano dalla tradizione dei supereroi, come Buffy the Vampire Slayer (Buffy l'ammazzavampiri, interamente trasmessa dalla rete Mediaset Italia 1). La protagonista (cui dà corpo Sarah Michelle Gellar) è un'irriducibile supereroina idealista (superpoteri, identità segreta e supercattivi completano la confezione) che prende vita nel genere horror. La serie presenta un supereroe credibile nei suoi comportamenti umani, con dubbi e indecisioni, sebbene contemporaneamente infierisca con sottile divertimento sul genere supereroi (insieme con altri generi). Sempre degli anni novanta è la serie Flash, durata una sola stagione, che ha per protagonista Barry Allen, il più famoso tra coloro che hanno indossato il costume di Flash, il velocista dell'universo DC.
All'inizio del XXI secolo è stato tratto dalla serie a fumetti Witchblade, realizzata dagli studios della statunitense Top Cow, un'altra serie TV con una supereroina sui generis, anch'essa caratterizzata da contaminazioni fra più generi, però con una tendenza verso i supereroi assai più evidente: Witchblade. L'avvenente Sara Pezzini (interpretata dall'attrice Yancy Butler) entra misteriosamente in possesso della lama stregata (in inglese witchblade) che le conferisce grandi poteri e che le causerà anche molti guai.
Smallville, durata dieci stagioni dal 2001 al 2011, ha presentato la reinterpretazione dei personaggi di Clark Kent e Lex Luthor da giovani, con un'attenzione più marcata alle loro personalità e un tipo di narrazione televisiva più familiare al grande pubblico televisivo.
Altre serie televisive con personaggi tratti da fumetti supereroici, o perlomeno con caratteristiche affini, che hanno goduto di differenti gradi di successo sono:
- Dark Angel
- Mutant X
- Blade - La serie

### Narrativa
- Super - L'ultimo eroe, romanzo di Robert Mayer del 1977, esamina le convenzioni e i cliché dei fumetti supereroistici da un punto di vista più "letterario", avviando una decostruzione del genere supereroistico.

## Supereroi nella vita reale

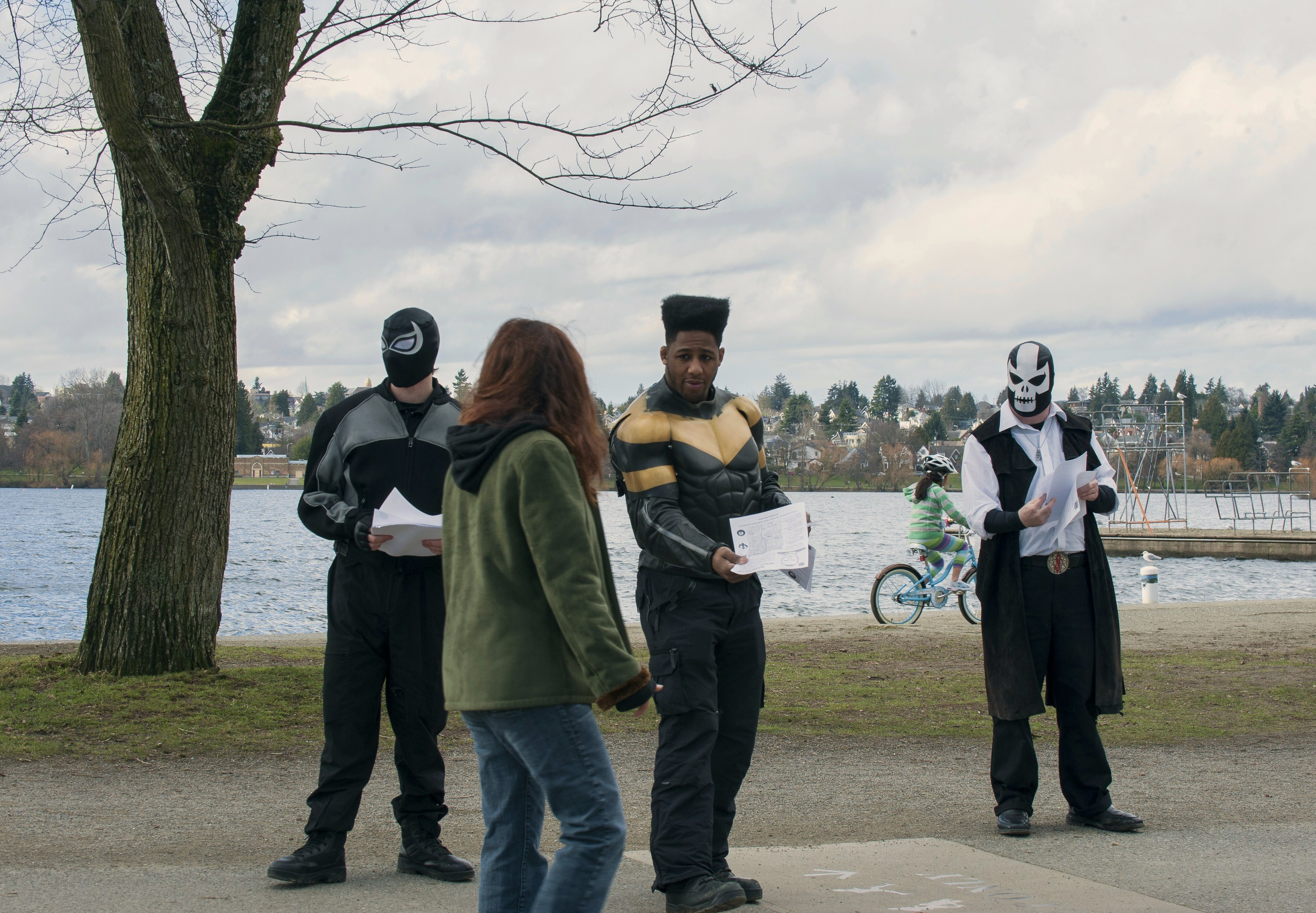
Phoenix Jones e altri autodichiarati supereroi chiedono ai passanti informazioni su un criminale scomparso

In più parti del mondo sono apparsi degli autodichiarati supereroi che, pur non potendo ovviamente disporre di veri e propri superpoteri, offrono sostegno alla comunità e combattono il crimine sfruttando le proprie abilità in combattimento, questo indossando abiti ispirati ai personaggi dei fumetti. Fra essi vi sono lo statunitense Phoenix Jones, noto campione di arti marziali miste, e il messicano Superbarrio, che opera a Città del Messico.